# Ukrainische Mafia
Der Begriff ukrainische Mafia (ukrainisch: Українська мафія) ist eine Bezeichnung für verschiedene Gruppen der organisierten Kriminalität mit Ursprung in der Ukraine. Ukrainische kriminelle Organisationen sind an einer Vielzahl illegaler Aktivitäten beteiligt und konnten erfolgreich Politik und Wirtschaft infiltrieren. Obwohl es sich bei den ukrainischen kriminellen Organisationen größtenteils um unabhängig operierende Unternehmungen handelt, sind sie manchmal mit russischen Mafiaorganisationen verbunden, wie im Fall von Semjon Mogilewitsch.

## Geschichte
Mafiagruppen im postsowjetischen Raum gehen auf das Gulagsystem der Sowjetzeit zurück. Damals bildeten sich organisierte kriminelle Gruppierungen unter den Häftlingen, welche mit dem Lagerpersonal zusammenarbeiteten. Diese Gruppen verliehen sich als Diebe im Gesetz einen eigenen Ehrenkodex. Ab den 1970er Jahren infiltrierten diese Gruppen die Planwirtschaft der Sowjetunion und verdienten Geld mit dem Schwarzhandel. 
Nach dem Zusammenbruch der Sowjetunion gab es in der Ukraine noch große Waffenbestände aus dem Kalten Krieg. Der Aufstieg der ukrainischen Mafia in den 1990er Jahren ist auf ihre Beteiligung am illegalen internationalen Handel mit diesen Waffen zurückzuführen. Zwischen 1992 und 1998 verschwanden Militärgüter im Wert von rund 32 Milliarden US-Dollar aus den ukrainischen Militärdepots und landeten vor allem in Westafrika und Zentralasien. Damals wurde ukrainischen kriminellen Organisationen auch vorgeworfen, Waffen in kriegsgebeutelte Länder wie Afghanistan geschmuggelt zu haben.
Vom Waffenhandel sind die ukrainischen Verbrechersyndikate in den internationalen Handel mit illegalen Drogen eingestiegen und haben sich zu einem wichtigen Akteur im Rauschgifthandel von Zentralasien nach Mitteleuropa entwickelt. Die Reichweite der ukrainischen kriminellen Organisationen reicht von mitteleuropäischen Ländern wie Tschechien und Ungarn, wo sie in die Prostitution und Menschenhandel verwickelt sind, bis hin nach Nordamerika und Israel, wo einige ausgewanderte ukrainische Juden Filialen und Kontakte im Ausland etablierten.
In den 1990er Jahren regierte in der Ukraine das Verbrechen und die öffentliche Ordnung brach beinahe komplett zusammen. Kriminelle Gruppierungen leisteten sich Bandenkriege mit zahlreichen Auftragsmorden. Ab 2000 ging die Gewaltkriminalität in der Ukraine zurück und die Mordrate sank von 2000 bis 2010 von 10 auf 4 Morde je 100.000 Einwohner. Der große Einfluss der Mafia auf die Wirtschaft blieb allerdings groß, auch da die weitverbreitete Korruption im Land günstige Bedingungen für kriminelle Gruppen bot.
In den 2000er Jahren arbeitete die ukrainische Mafia mit der neapolitanischen Camorra im Zigarettenschmuggelgeschäft zusammen. Die Ukrainer schmuggelten die Zigaretten aus der Ukraine und Osteuropa nach Italien, wo sie mit Hilfe der Camorra den neapolitanischen Markt belieferten. In den 2010er Jahren soll der Contini-Clan der Camorra auf die gleiche Weise mit den Ukrainern zusammengearbeitet haben.
Der russische Überfall auf die Ukraine 2022 traf die ukrainische Mafia wirtschaftlich schwer, da der für den Schmuggel wichtige Hafen von Odessa durch Russland blockiert wurde. Der Krieg bot jedoch auch neue Betätigungsfelder durch den Schmuggel von Kriegsdienstverweigerern über die Grenze und zahlreiche neue Waffen gelangten ins Land. Die meisten ukrainischen Mafiosi sollen sich im Krieg auf die Seite der Ukraine gestellt haben. Die engen Verbindungen der ukrainischen Mafia nach Russland wurde so geschwächt.

## Im Ausland
Die Hafenstadt Odessa hatte traditionell eine alte Kultur des Banditentums, die auf die große und verarmte jüdische Bevölkerung zurückgeht. Berühmte Schriftsteller wie Isaac Babel schrieben oft über die berüchtigten Taten jüdischer Gangster in der Hafenstadt. Die Gaunerei des 20. Jahrhunderts machte Platz für ein ausgeklügeltes organisiertes Verbrechen, als die lokalen Verbrecher den weitläufigen Hafen der Stadt zu ihrem Vorteil zu nutzen begannen. Die zunächst lokal aktive Odessa-Mafia, manchmal auch Malina genannt, wurde global aktiv, als sie sich zunächst nach New York City und später nach Israel ausbreitete, als beide Länder sowjetischen Juden die Möglichkeit zur Auswanderung boten. Viele Menschen aus der jüdischen Bevölkerung Odessas wanderten ins Ausland aus, darunter auch eine beträchtliche Anzahl der berüchtigtsten Berufsverbrecher der Stadt. Obwohl die Bande ihren Ursprung in der Stadt Odessa hat, hat sie inzwischen die meisten ihrer Hauptquartiere in Städten wie New York City, Miami, Tel Aviv, Antwerpen und Budapest eingerichtet.
In den 1990er Jahren gründete eine mächtige Bande unter der Führung von Alexander Angert, dem sogenannten Don von Odessa, Hennadij Truchanow, dem späteren Bürgermeister von Odessa, und Nikolai Fomichew ein großes Drogen- und Waffenhandelssystem, nachdem sie in der Ölindustrie Geld verdient hatten. Die Bande expandierte später nach Europa und nutzte Italien als Basis für ihre Operationen. Nach Angaben der Behörden war auch der berüchtigte Waffenhändler Leonid Minin an den Machenschaften beteiligt.
In den Vereinigten Staaten hat die Odessa-Mafia ihren Sitz im Stadtteil Brighton Beach in Brooklyn, New York. Sie gilt als die mächtigste postsowjetische kriminelle Organisation in den USA und hat ihre Aktivitäten inzwischen auf Miami, Los Angeles und die San Francisco Bay Area ausgeweitet, wo sie Verbindungen zu lokalen armenischen und israelischen Verbrechern unterhält. Die Organisation ist als sehr geheimnisvoll bekannt und ist in Schutzgelderpressungen, Kredithai-Geschäfte, Auftragsmorde, Rauschgifthandel und Kraftstoffsteuerbetrug verwickelt.

## Ukrainische Mafia in der Politik
Nach der Unabhängigkeit 1991 erwies sich der ukrainische Staat als schwach. Die Ukraine hatte wenig Erfahrung mit der Ausarbeitung von Gesetzen, die für die Bekämpfung der organisierten Kriminalität relevant und geeignet waren und die Sicherheitsdienste waren unterfinanziert, unterbesetzt und anfällig für Korruption. Dies ermögliche der organisierten Kriminalität Wurzeln in der Politik zu schlagen. Ab den 1990er Jahren standen sich hier zwei hauptsächliche Gruppierungen gegenüber: der Dnipropetrowsker Klan und der Donezker Klan. Zu Dnipropetrowsk gehörten u. a. Leonid Kutschma, Pawlo Lasarenko und Julija Tymoschenko, während Donezk von Rinat Achmetow und Wiktor Janukowytsch und seinem Verwandten Achat Bragin dominiert wurde. Beide Seiten kämpften um die politische Macht und die Kontrolle über die Staatsunternehmen, die von ihnen ausgeplündert wurden. Da die Politik und Sicherheitsdienste auf engste mit der organisierten Kriminalität verbunden waren, bestand kaum eine Trennung zwischen legaler und illegaler Wirtschaft.
Präsident Kutschma und andere Spitzenpolitiker sollen in den 1990er Jahren verschiedene Morde angeordnet haben und Achat Bragin wurde in den Auseinandersetzungen zwischen Dnipropetrowsk und Donezk im Oktober 1995 getötet. Später wurden Lasarenko, Tymoschenko und Janukowytsch Premierminister bzw. Präsidenten der Ukraine. Alle gerieten mit dem Gesetz in Konflikt und allen wurde Korruption vorgeworfen.
Mit dem Euromaidan und dem Beginn des Russisch-Ukrainischer Kriegs 2014 wurde das Donezker Netzwerk wirtschaftlich geschwächt, als die Ostukraine verwüstet wurde. Janukowytsch musste nach Russland fliehen. Der Oligarch Ihor Kolomojskyj galt als Förderer der politischen Karriere von Wolodymyr Selenskyj und als Teil des Dnipropetrowsker Netzwerks. 2023 ließ Selenskyj ihn jedoch wegen Betrugs und Geldwäsche verhaften. Nach seiner Wahl hatte Selenskyj Anti-Mafia-Gesetze erlassen, welche die Korruption im Land einschränken sollen.